# Wladislaw Grigorjew
Wladislaw Grigorjew (russisch Владислав Григорьев, engl. Transkription Vladislav Grigoryev; * 20. Januar 1997 in Qaraghandy) ist ein kasachischer Sprinter.

## Sportliche Laufbahn
Erste Erfahrungen bei internationalen Meisterschaften sammelte Wladislaw Grigorjew bei den Olympischen Jugendspielen 2014 in Nanjing, bei denen er im C-Finale den dritten Platz belegte. 2016 belegte er bei den Juniorenasienmeisterschaften in der Ho-Chi-Minh-Stadt Rang sieben über 100 Meter und wurde in 21,37 s Fünfter im 200-Meter-Lauf. Daraufhin nahm er über diese Distanz an den U20-Weltmeisterschaften im polnischen Bydgoszcz teil und schied dort mit 21,08 s im Halbfinale aus. 2017 erreichte er bei den Asienmeisterschaften in Bhubaneswar das Halbfinale im 100-Meter-Lauf und belegte über 200 Meter im Finale Platz acht. Daraufhin nahm er an der Sommer-Universiade in Taipeh teil und gelangte über beide Distanzen in das Semifinale. Anfang September gelangte er bei den Asian Indoor & Martial Arts Games in Aşgabat über 60 Meter ebenfalls in das Halbfinale und schied dort mit 6,85 s aus. Er trat auch mit der kasachischen 4-mal-400-Meter-Staffel an, konnte dort aber den Vorlauf nicht beenden.
2018 nahm er an den Hallenasienmeisterschaften in Teheran teil und belegte in 6,88 s über 60 Meter Rang acht im Finale. Im Sommer erreichte er bei den Asienspielen in Jakarta über 200 Meter das Halbfinale, in dem er mit 21,42 s ausschied und auch mit der kasachischen Staffel erreichte er in 40,04 s nicht das Finale.
2016, 2017 und 2018 wurde Grigorjew kasachischer Meister im Freien über 200 Meter sowie von 2018 bis 2020 auch in der Halle. In der Halle gewann er 2018 auch den Titel mit der 4-mal-200-Meter-Staffel seines Vereins. Im Freien gewann er 2018 auch die Titel über 100 Meter und mit der 4-mal-100-Meter-Staffel. Er ist Student an der Economic University of Kazpotrebsoyuz in Qaraghandy.

## Persönliche Bestzeiten
- 100 Meter: 10,26 s (+0,9 m/s), 13. Mai 2017 in Almaty
  - 60 Meter (Halle): 6,85 s, 19. September 2017 in Aşgabat
- 200 Meter: 20,58 s, 14. Mai 2017 in Almaty
  - 200 Meter (Halle): 21,27 s, 23. Januar 2019 in Öskemen